# 安礼逊图书楼
安礼逊图书楼，位于中国福建省泉州市鲤城区开元街道培元中学内。建筑坐西南向东北，占地面积1246平方米，钢筋混凝土结构，高24.8米。第一至第四层为西式建筑风格，第五层为中式楼阁风格，门窗仿英国伦敦教堂的建筑风格。安礼逊（1876—1959）为英国贵族，1903年受英国基督教长老会派遣，到泉州创办培元中学；1927年，校友为纪念安礼逊对培元中学的贡献，捐款建造“安礼逊图书楼”。1995年，台湾校友出资百万重修。该楼成为培元中学在世界各地及台湾的校友相互交流的纽带。2009年11月16日公布为第七批福建省文物保护单位。2019年10月7日，由中华人民共和国国务院公布为第八批全国重点文物保护单位。